# Mark Craney
Mark Craney (Minneapolis, 26 de agosto de 1952 — Los Angeles, 26 de novembro de 2005) foi um músico estadunidense. Foi baterista da banda Jethro Tull de 1980 a 1981. 